# ناتالی گوله
ناتالی گوله (فرانسوی: Nathalie Goulet‎؛ زادهٔ ۲۴ مهٔ ۱۹۵۸) سیاستمدار اهل فرانسه و نمایندهٔ دپارتمان اورن در سنای فرانسه است. گوله عضو اتحاد دموکرات‌ها و مستقل‌ها و عضو کمیسیون روابط خارجی و نیروهای دفاعی سنا است. در سنا، او از مذاکرات هسته‌ای با ایران و نیز مسئلهٔ پناهجویان فلسطینی و آذربایجانی حمایت می‌کند. او برای حمایت از به رسمیت شناختن نسل‌کشی ارامنه شناخته‌شده است، در حالی که همزمان از روابط با ترکیه و کشورهای عربی پشتیبانی می‌کند و همچنین از سرکوب مخالفان در ایران انتقاد می‌کند.